# Nadejdîne, Prîazovske
Nadejdîne (în ucraineană Надеждине) este localitatea de reședință a comunei Nadejdîne din raionul Prîazovske, regiunea Zaporijjea, Ucraina.

## Demografie
Componența lingvistică a localității Nadejdîne
     Rusă (72,27%)
     Ucraineană (19,84%)
     Bulgară (7,69%)
     Alte limbi (0,2%)
Conform recensământului din 2001, majoritatea populației localității Nadejdîne era vorbitoare de rusă (72,27%), existând în minoritate și vorbitori de ucraineană (19,84%) și bulgară (7,69%).